# Eliminatoria al Campeonato sub-19 de la AFC 2010
La Eliminatoria al Campeonato sub-19 de la AFC 2010 fue la ronda eliminatoria que tuvieron que jugar los equipos de Asia para avanzar a la ronda final del torneo que se jugaría en China y que otorgaba 4 plazas para la Copa Mundial de Fútbol Sub-20 de 2011 a celebrarse en Colombia.
La eliminatoria consistió de 7 grupos en donde los rivales se enfrentaron todos contra todos y los dos mejores de cada grupo clasificaron junto al anfitrión China a la fase final del torneo.

## Grupo A
Los partidos se jugaron en Katmandú, Nepal del 25 de octubre al 4 de noviembre.
| País       | Pts | J | G | E | P | GF | GC | GD |
| ---------- | --- | - | - | - | - | -- | -- | -- |
| Jordania   | 13  | 5 | 4 | 1 | 0 | 12 | 6  | +6 |
| Yemen      | 11  | 5 | 3 | 2 | 0 | 13 | 5  | +8 |
| Tayikistán | 9   | 5 | 3 | 0 | 2 | 9  | 6  | +3 |
| Palestina  | 4   | 5 | 1 | 1 | 3 | 7  | 11 | −4 |
| Nepal      | 3   | 5 | 1 | 0 | 4 | 6  | 13 | −7 |
| Kirguistán | 3   | 5 | 1 | 0 | 4 | 5  | 11 | −6 |

| Equipo 1   | Resultado | Equipo 2   |
| ---------- | --------- | ---------- |
| Tayikistán | 4-0       | Kirguistán |
| Jordania   | 3-1       | Palestina  |
| Yemen      | 3-0       | Nepal      |
| Jordania   | 2-2       | Yemen      |
| Palestina  | 0-3       | Tayikistán |
| Kirguistán | 1-2       | Nepal      |
| Palestina  | 2-2       | Yemen      |
| Kirguistán | 1-2       | Jordania   |
| Nepal      | 1-2       | Tayikistán |
| Palestina  | 0-2       | Kirguistán |
| Yemen      | 3-0       | Tayikistán |
| Jordania   | 3-2       | Nepal      |
| Tayikistán | 0-2       | Jordania   |
| Yemen      | 3-1       | Kirguistán |
| Palestina  | 4-1       | Nepal      |

## Grupo B
Los partidos se jugaron en Al-Ain, Emiratos Árabes Unidos del 1 al 10 de noviembre.
| País      | Pts                | J                  | G                  | E                  | P                  | GF                 | GC                 | GD                 |
| --------- | ------------------ | ------------------ | ------------------ | ------------------ | ------------------ | ------------------ | ------------------ | ------------------ |
| UAE       | 12                 | 4                  | 4                  | 0                  | 0                  | 13                 | 4                  | +9                 |
| Siria     | 7                  | 4                  | 2                  | 1                  | 1                  | 8                  | 4                  | +4                 |
| Baréin    | 6                  | 4                  | 2                  | 0                  | 2                  | 7                  | 7                  | 0                  |
| Catar     | 4                  | 4                  | 1                  | 1                  | 2                  | 11                 | 5                  | +6                 |
| Sri Lanka | 0                  | 4                  | 0                  | 0                  | 4                  | 0                  | 19                 | −19                |
| Bután     | Abandonó el torneo | Abandonó el torneo | Abandonó el torneo | Abandonó el torneo | Abandonó el torneo | Abandonó el torneo | Abandonó el torneo | Abandonó el torneo |

| Equipo 1  | Resultado | Equipo 2  |
| --------- | --------- | --------- |
| Catar     | 1-1       | Siria     |
| Sri Lanka | 0-4       | Baréin    |
| Baréin    | 1-4       | UAE       |
| Sri Lanka | 0-8       | Catar     |
| UAE       | 4-0       | Sri Lanka |
| Siria     | 3-1       | Baréin    |
| Sri Lanka | 0-3       | Siria     |
| UAE       | 3-2       | Catar     |
| Catar     | 0-1       | Baréin    |
| Siria     | 1-2       | UAE       |

## Grupo C
Los partidos se jugaron en Erbil, Irak del 5 al 15 de noviembre.
| País           | Pts | J | G | E | P | GF | GC | GD  |
| -------------- | --- | - | - | - | - | -- | -- | --- |
| Irak           | 13  | 5 | 4 | 1 | 0 | 13 | 0  | +13 |
| Arabia Saudita | 10  | 5 | 3 | 1 | 1 | 9  | 5  | +4  |
| Omán           | 8   | 5 | 2 | 2 | 1 | 9  | 6  | +3  |
| India          | 6   | 5 | 2 | 0 | 3 | 11 | 13 | −2  |
| Kuwait         | 5   | 5 | 1 | 2 | 2 | 5  | 6  | −1  |
| Afganistán     | 0   | 5 | 0 | 0 | 5 | 3  | 20 | −17 |

| Equipo 1       | Resultado | Equipo 2       |
| -------------- | --------- | -------------- |
| Arabia Saudita | 5-1       | Afganistán     |
| India          | 0-5       | Irak           |
| Omán           | 1-1       | Kuwait         |
| Irak           | 2-0       | Omán           |
| Kuwait         | 4-1       | Afganistán     |
| India          | 1-3       | Arabia Saudita |
| Omán           | 4-3       | India          |
| Kuwait         | 0-1       | Arabia Saudita |
| Afganistán     | 0-3       | Irak           |
| Irak           | 0-0       | Kuwait         |
| Afganistán     | 1-4       | India          |
| Omán           | 0-0       | Arabia Saudita |
| Arabia Saudita | 0-3       | Irak           |
| Afganistán     | 0-4       | Omán           |
| India          | 3-0       | Kuwait         |

## Grupo D
Los partidos se jugaron en Terán, Irán del 8 al 12 de diciembre. Pakistan were stripped of the hosting rights
| País         | Pts                | J                  | G                  | E                  | P                  | GF                 | GC                 | GD                 |
| ------------ | ------------------ | ------------------ | ------------------ | ------------------ | ------------------ | ------------------ | ------------------ | ------------------ |
| Uzbekistán   | 4                  | 2                  | 1                  | 1                  | 0                  | 6                  | 1                  | +5                 |
| Irán         | 4                  | 2                  | 1                  | 1                  | 0                  | 5                  | 1                  | +4                 |
| Pakistán     | 0                  | 2                  | 0                  | 0                  | 2                  | 0                  | 9                  | −9                 |
| Turkmenistán | Abandonó el torneo | Abandonó el torneo | Abandonó el torneo | Abandonó el torneo | Abandonó el torneo | Abandonó el torneo | Abandonó el torneo | Abandonó el torneo |
| Líbano       | Abandonó el torneo | Abandonó el torneo | Abandonó el torneo | Abandonó el torneo | Abandonó el torneo | Abandonó el torneo | Abandonó el torneo | Abandonó el torneo |
| Maldivas     | Abandonó el torneo | Abandonó el torneo | Abandonó el torneo | Abandonó el torneo | Abandonó el torneo | Abandonó el torneo | Abandonó el torneo | Abandonó el torneo |

| Equipo 1   | Resultado | Equipo 2   |
| ---------- | --------- | ---------- |
| Irán       | 4-0       | Pakistán   |
| Pakistán   | 0-5       | Uzbekistán |
| Uzbekistán | 1-1       | Irán       |

## Grupo E
Los partidos se jugaron en Bangkok, Tailandia del 1 al 11 de noviembre.
| País          | Pts | J | G | E | P | GF | GC | GD  |
| ------------- | --- | - | - | - | - | -- | -- | --- |
| Corea del Sur | 12  | 5 | 4 | 0 | 1 | 18 | 3  | +15 |
| Tailandia     | 12  | 5 | 4 | 0 | 1 | 9  | 2  | +7  |
| Vietnam       | 12  | 5 | 4 | 0 | 1 | 9  | 2  | +7  |
| Bangladés     | 4   | 5 | 1 | 1 | 3 | 6  | 14 | −8  |
| Macao         | 3   | 5 | 1 | 0 | 4 | 7  | 17 | −10 |
| Laos          | 1   | 5 | 0 | 1 | 4 | 7  | 18 | −11 |

| Equipo 1      | Resultado | Equipo 2      |
| ------------- | --------- | ------------- |
| Corea del Sur | 5-0       | Bangladés     |
| Laos          | 1-4       | Vietnam       |
| Tailandia     | 3-0       | Macao         |
| Laos          | 0-1       | Tailandia     |
| Macao         | 1-5       | Corea del Sur |
| Bangladés     | 0-1       | Vietnam       |
| Macao         | 4-3       | Laos          |
| Bangladés     | 0-3       | Tailandia     |
| Corea del Sur | 0-1       | Vietnam       |
| Vietnam       | 0-1       | Tailandia     |
| Laos          | 0-6       | Corea del Sur |
| Bangladés     | 3-2       | Macao         |
| Tailandia     | 1-2       | Corea del Sur |
| Macao         | 0-3       | Vietnam       |
| Laos          | 3-3       | Bangladés     |

## Grupo F
Los partidos se jugaron en Badung, Indonesia del 7 al 17 de noviembre.
| País         | Pts | J | G | E | P | GF | GC | GD  |
| ------------ | --- | - | - | - | - | -- | -- | --- |
| Japón        | 15  | 5 | 5 | 0 | 0 | 19 | 2  | +17 |
| Australia    | 10  | 5 | 3 | 1 | 1 | 17 | 4  | +13 |
| Indonesia    | 7   | 5 | 2 | 1 | 2 | 10 | 9  | +1  |
| Hong Kong    | 6   | 5 | 2 | 0 | 3 | 7  | 13 | –6  |
| Singapur     | 6   | 5 | 2 | 0 | 3 | 5  | 13 | –8  |
| China Taipéi | 0   | 5 | 0 | 0 | 5 | 3  | 20 | –17 |

| Equipo 1     | Resultado | Equipo 2     |
| ------------ | --------- | ------------ |
| Indonesia    | 0-1       | Singapur     |
| Japón        | 4-0       | China Taipéi |
| Australia    | 3-1       | Hong Kong    |
| Japón        | 7-0       | Indonesia    |
| Singapur     | 1-2       | Hong Kong    |
| China Taipéi | 0-4       | Australia    |
| Indonesia    | 6-0       | China Taipéi |
| Australia    | 8-0       | Singapur     |
| Hong Kong    | 0-3       | Japón        |
| Japón        | 2-0       | Singapur     |
| Hong Kong    | 3-2       | China Taipéi |
| Indonesia    | 0-0       | Australia    |
| Australia    | 2-3       | Japón        |
| Hong Kong    | 1-4       | Indonesia    |
| China Taipéi | 1-3       | Singapur     |

## Grupo G
Los partidos se jugaron en Zibo, China del 1 al 11 de noviembre.
| País            | Pts | J | G | E | P | GF | GC | GD  |
| --------------- | --- | - | - | - | - | -- | -- | --- |
| China           | 15  | 5 | 5 | 0 | 0 | 29 | 1  | +28 |
| Corea del Norte | 12  | 5 | 4 | 0 | 1 | 25 | 5  | +20 |
| Malasia         | 9   | 5 | 3 | 0 | 2 | 19 | 7  | +12 |
| Myanmar         | 6   | 5 | 2 | 0 | 3 | 9  | 12 | −3  |
| Guam            | 1   | 5 | 0 | 1 | 4 | 5  | 33 | −28 |
| Filipinas       | 1   | 5 | 0 | 1 | 4 | 4  | 33 | −29 |

| Equipo 1        | Resultado | Equipo 2        |
| --------------- | --------- | --------------- |
| China           | 13-0      | Filipinas       |
| Corea del Norte | 11-1      | Guam            |
| Malasia         | 4-0       | Myanmar         |
| Corea del Norte | 2-1       | Malasia         |
| Guam            | 0-8       | China           |
| Myanmar         | 6-0       | Filipinas       |
| Guam            | 0-9       | Malasia         |
| Myanmar         | 0-2       | China           |
| Filipinas       | 0-8       | Corea del Norte |
| Corea del Norte | 4-0       | Myanmar         |
| Filipinas       | 2-2       | Guam            |
| Malasia         | 1-3       | China           |
| Filipinas       | 2-4       | Malasia         |
| Myanmar         | 3-2       | Guam            |
| China           | 3-0       | Corea del Norte |

## Clasificados al Campeonato Sub-19 de la AFC
| - Australia - Baréin - China - Irak | - Irán - Japón - Jordania - Corea del Norte | - Corea del Sur - Arabia Saudita - Siria - Tailandia | - UAE - Uzbekistán - Vietnam - Yemen |